# Битка код Линколна (1141)
Линколн (енгл. Lincoln) је град у Уједињеном Краљевству у Енглеској, у Линколнширу, у региону Источни Мидлендс.

## Ситуација пред битку
Током владавине краља Стивена од Енглеске, увек бунтовни феудалци западне Енглеске подигли су устанак и оружјем заузели Линколн. Почетком јануара краљ Стивен га је преотео, али је морао да опседне бунтовнике у утврђеном замку где су се били повукли. Грофови Ранулф од Честера и Роберт од Глостера пошли су да деблокирају замак. Стивен није имао избора сем да прими битку.

## Битка
Краљ је распоредио своју малобројну војску у три групе ~ највећи део витезова је сјахао за борбу пешке и окупио се око краљеве заставе заједно са милицијом грофовије и грађанима Линколна који су били наклоњени краљу. Испред линије су биле постављене две мале групе коњаника. Бунтовници су заузели сличан распоред, али су на десном крилу имали велшке стрелце. По броју коњаника снаге су биле прилично изједначене, али је, према неким изворима, у броју пешадинаца Стивен био јачи.
Краљевска коњица је била разбијена у првом налету, па више није ни покушавала да се прикупи и настави борбу а то је било равно издаји. Остављена краљева пешадија је подлегла у жестокој борби, а краљ Стивен је заробљен.
Ова битка је вођена у типичној енглеској тактици XIII века.